# Charles Girault

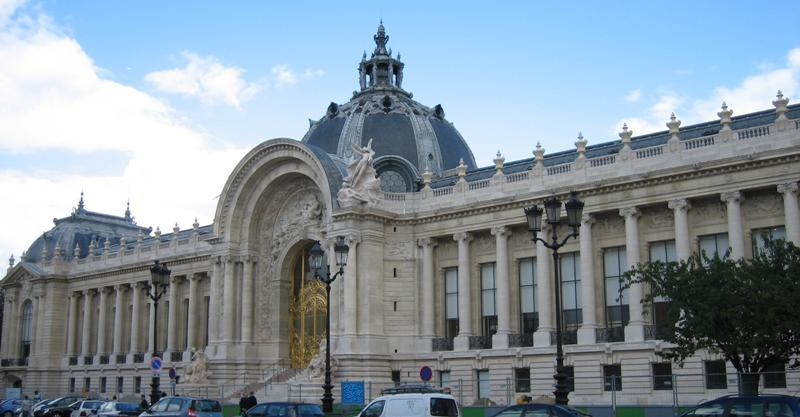
Petit Palais, obra principal de Girault.

Charles-Louis Girault (Cosne-Cours-sur-Loire, 1851 — Paris, 1932) foi um arquiteto francês.

## Biografia
Nascido a meados de Dezembro de 1851 em Cosne-Cours-sur-Loire, estudou na Escola Nacional Superior Das Belas Artes  em Paris. Charles recebeu o seu primeiro Prix de Rome, em 1880 com base num projeto de um hospital para crianças doentes ao longo do Mar Mediterrâneo consequentemente Charles tornou-se um membro da Academia Francesa na Roma que ficou por lá de 1881 até 1884.